# USS Osage (1863)
USS Osage був однобаштовим річковим монітором типу «Неошо», створений для ВМС Союзу під час Громадянської війни в США.

## Історія служби
Після завершення в середині 1863 року Едвардом Хартом корабель патрулював річку Міссісіпі проти рейдів сил Конфедерації та засідок на її берегах у складі Міссісіпської ескадри контрадмірала Девіда Портера. «Оседж» брав участь у кампанії на Ред-Рівер у березні-травні 1864 року, під час якої він підтримував захоплення форту Де-Руссі в березні та брав участь у битві під час висадки Блера у квітні. Після закінчення кампанії корабель сів на мілину на шість місяців. Його не змогли зняти, навіть демонтувавши частину броні. Через деформацію корпусу (мілина підтримувала лише його центральну частину) корабель був сильно пошкоджений.
На початку 1865 року «Оседж», який був спущений на воду та відремонтований, був переданий до ескадри блокади Західної затоки для кампанії проти Мобілу, штат Алабама. Під час битви за Іспанський форт у березні 1865 року він налетів на міну на нібито протраленому проході та швидко затонув. Загинуло троє членів екіпажу. Пізніше корабель було піднято і продано у 1867 році.